# Marele premiu (film din 1986)
Marele premiu este un film românesc din 1986 regizat de Maria Callas-Dinescu. Rolurile principale au fost interpretate de actorii Tora Vasilescu, Șerban Ionescu, Victoria Mierlescu.

## Distribuție
Distribuția filmului este alcătuită din:
- Șerban Ionescu – Mărgărit
- Bogdan Bazgă – Radu
- Eugenia Bosînceanu – Diriginta
- Crenguța Doncea – Alina
- Florin Dodescu – Liviu
- Costin Albu – Mircea
- Romeo Pop – Prof. Panait
- Cosmin Șofron – Traian
- Victoria Mierlescu – Bunica
- Tora Vasilescu – Maria

## Primire
Filmul a fost vizionat de 1.409.136 de spectatori în cinematografele din România, după cum atestă o situație a numărului de spectatori înregistrat de filmele românești de la data premierei și până la data de 31 decembrie 2014 alcătuită de Centrul Național al Cinematografiei.